# Christopher Nkunku
Christopher Nkunku (Lagny-sur-Marne, 14 november 1997) is een Frans voetballer die doorgaans als middenvelder speelt. Hij verruilde RB Leipzig in juli 2023 voor Chelsea. Nkunku debuteerde in 2022 in het Frans voetbalelftal.

## Clubcarrière

### Paris Saint-Germain
Nkunku werd geboren in Lagny-sur-Marne als zoon van Franse ouders met een Congolese afkomst. Hij speelde voor AS Marolles en RCP Fontainebleau alvorens hij in 2010, op 13-jarige leeftijd, in de jeugdopleiding van Paris Saint-Germain terechtkwam. In 2015 zat hij bij de selectie van het eerste elftal voor de International Champions Cup in de Verenigde Staten. Hij speelde mee in de wedstrijden tegen SL Benfica, Chelsea FC en Manchester United. PSG wist het toernooi te winnen.
Op 8 december 2015 maakte Nkunku zijn officiële debuut in het eerste elftal. In een met 2−0 gewonnen UEFA Champions League wedstrijd tegen Sjachtar Donetsk kwam hij drie minuten voor tijd het veld in als vervanger van Lucas Moura. Op 5 maart 2016 maakte hij zijn competitiedebuut met een basisplaats in de thuiswedstrijd tegen Montpellier HSC. Op 7 januari 2017 was Nkunku voor een eerste keer trefzeker, bij een 7–0 zege op SC Bastia in de eerste ronde van de Coupe de France. Hij speelde in de vier seizoenen sinds zijn debuut elk jaar iets meer in het eerste elftal, maar werd nooit een basisspeler. Met Paris Saint-Germain won Nkunku drie keer het Ligue 1, twee keer de Coupe de France, tweemaal de Coupe de la Ligue en drie keer de Trophée des Champions.

### RB Leipzig
Nkunku tekende in juli 2019 een contract tot medio 2024 bij RB Leipzig, de nummer drie van de Bundesliga in het voorgaande seizoen. Dat betaalde €13 miljoen voor hem aan Paris Saint-Germain. Nkunku debuteerde op 11 augustus 2019 voor RB Leipzig in het met 2–3 gewonnen bekerduel tegen VfL Osnabrück. Een week later maakte hij ook zijn competitiedebuut, waarin hij ook trefzeker was: hij zette de 0–4 eindstand tegen Union Berlin, nadat hij na 64 minuten binnen de lijnen kwam voor Timo Werner. Bij een 0–5 overwinning tegen Schalke 04 in februari 2020 werd Nkunku de eerste speler met minstens vier assists in één Bundesliga-wedstrijd sinds Szabolcs Huszti in 2012. In de Champions League bereikte RB Leipzig dat seizoen voor het eerst in de clubgeschiedenis de halve finales van een internationale competitie. In de halve finale tegen Nkunku's voormalige club Paris Saint-Germain verloor RB Leipzig met 0–3 en werd Nkunku bij de rust gewisseld. Gedurende het seizoen 2020/21 bereikte RB Leipzig de finale van de DFB-Pokal. In de finale tegen Borussia Dortmund gaf Nkunku weliswaar de assist bij de treffer van RB Leipzig, maar verloor de club met 1–4. Op 15 september 2021 was Nkunku verantwoordelijk voor alle drie de doelpunten van zijn team bij een 6–3 nederlaag tegen Manchester City. Het was de eerste hattrick in zowel de carrière van Nkunku als de Champions League-clubgeschiedenis van RB Leipzig. Nkunku brak in seizoen 2021/22 definitef door bij Leipzig. Hij speelde in alle 34 competitiewedstrijden, waarvan 31 als basisspeler. Daarbij maakte hij twintig doelpunten.  Nkunku won dat jaar ook de DFB-Pokal met Leipzig, de eerste grote prijs in de geschiedenis van de club. Hij maakte het enige doelpunt van zijn team in de finale (1–1 tegen SC Freiburg) en benutte ook de eerste penalty in de beslissende strafschoppenserie (4–2). Nkunku won ook in 2022/23 de DFB-Pokal met Leipzig. Deze keer maakte hij het openingsdoelpunt in de finale, die zijn ploeggenoten en hij met 2–0 wonnen van Eintracht Frankfurt.

### Chelsea
Nkunku verruilde RB Leipzig in juli 2023 voor Chelsea, waar hij voor zes jaar tekende. De Engelse club betaalde circa €60.000.000,- voor hem. Dat was het hoogste bedrag dat Leipzig ooit voor een speler ontving. Hij maakte uiteindelijk in december 2023 pas zijn debuut voor Chelsea, doordat hij langdurig moest toekijken vanwege een knieblessure.
Nkunku won in 2025 de UEFA Conference League met Chelsea. In de halve finale ontbrak hij in het tweeluik tegen Djurgårdens IF door een blessure en in de gewonnen finalewedstrijd tegen Real Betis hield coach Enzo Maresca hem negentig minuten op de bamk. Desondanks had de Franse spits een aanzienelijke  bijdrage in de uiteindelijke winst en was hij op toernooi goed voor vijf treffers en drie assists in negen wedstrijden.

## Clubstatistieken

### Senioren
| Seizoen     | Club                | Competitie     | Competitie | Competitie | Competitie | Beker | Beker | Beker | Europa | Europa | Europa | Totaal | Totaal | Totaal |
| Seizoen     | Club                | Competitie     | Wed.       | Dlp.       | Ass.       | Wed.  | Dlp.  | Ass.  | Wed.   | Dlp.   | Ass.   | Wed.   | Dlp.   | Ass.   |
| ----------- | ------------------- | -------------- | ---------- | ---------- | ---------- | ----- | ----- | ----- | ------ | ------ | ------ | ------ | ------ | ------ |
| 2015/16     | Paris Saint-Germain | Ligue 1        | 5          | 0          | 0          | 0     | 0     | 0     | 1      | 0      | 0      | 6      | 0      | 0      |
| 2016/17     | Paris Saint-Germain | Ligue 1        | 8          | 1          | 0          | 7     | 1     | 2     | 1      | 0      | 0      | 16     | 2      | 2      |
| 2017/18     | Paris Saint-Germain | Ligue 1        | 20         | 4          | 0          | 7     | 1     | 0     | 0      | 0      | 0      | 27     | 5      | 0      |
| 2018/19     | Paris Saint-Germain | Ligue 1        | 22         | 3          | 2          | 7     | 1     | 0     | 0      | 0      | 0      | 29     | 4      | 2      |
| Club totaal | Club totaal         | Club totaal    | 55         | 8          | 2          | 21    | 3     | 2     | 2      | 0      | 0      | 78     | 11     | 4      |
| 2019/20     | RB Leipzig          | Bundesliga     | 32         | 5          | 15         | 3     | 0     | 0     | 9      | 0      | 1      | 44     | 5      | 16     |
| 2020/21     | RB Leipzig          | Bundesliga     | 28         | 6          | 7          | 5     | 0     | 2     | 7      | 1      | 2      | 40     | 7      | 11     |
| 2021/22     | RB Leipzig          | Bundesliga     | 34         | 20         | 15         | 6     | 4     | 3     | 12     | 11     | 2      | 52     | 35     | 20     |
| 2022/23     | RB Leipzig          | Bundesliga     | 11         | 8          | 0          | 2     | 2     | 1     | 4      | 1      | 0      | 17     | 11     | 1      |
| Club totaal | Club totaal         | Club totaal    | 105        | 39         | 37         | 16    | 6     | 6     | 32     | 13     | 5      | 153    | 58     | 48     |
| 2023/24     | Chelsea             | Premier League | 11         | 3          | 0          | 3     | 0     | 0     | -      | -      | -      | 14     | 3      | 0      |
| Club totaal | Club totaal         | Club totaal    | 11         | 3          | 0          | 3     | 0     | 0     | 0      | 0      | 0      | 14     | 3      | 0      |
| TOTAAL      | TOTAAL              | TOTAAL         | 164        | 48         | 39         | 39    | 9     | 8     | 34     | 13     | 5      | 237    | 70     | 52     |

## Interlandcarrière
Nkunku maakte deel uit van verschillende Franse nationale jeugdelftallen. Hij nam met Frankrijk −20 deel aan het WK –20 van 2017. In maart 2022 werd Nkunku voor het eerst door Didier Deschamps opgeroepen voor het eerste elftal, voor de oefenwedstrijden tegen Ivoorkust en Zuid-Afrika. Tegen de eerstgenoemde tegenstander maakte Nkunku op 25 maart 2022 zijn interlanddebuut.
| Interlands van Christopher Nkunku voor Frankrijk | Interlands van Christopher Nkunku voor Frankrijk | Interlands van Christopher Nkunku voor Frankrijk | Interlands van Christopher Nkunku voor Frankrijk | Interlands van Christopher Nkunku voor Frankrijk | Interlands van Christopher Nkunku voor Frankrijk |
| ------------------------------------------------ | ------------------------------------------------ | ------------------------------------------------ | ------------------------------------------------ | ------------------------------------------------ | ------------------------------------------------ |
| Bijgewerkt op 19 april 2022.                     |                                                  |                                                  |                                                  |                                                  |                                                  |
| No.                                              | Datum                                            | Wedstrijd                                        | Uitslag                                          | Competitie                                       | Goals                                            |
|                                                  | Als speler bij RB Leipzig                        | Als speler bij RB Leipzig                        | Als speler bij RB Leipzig                        | Als speler bij RB Leipzig                        | 0                                                |
| 1.                                               | 25 maart 2022                                    | Frankrijk – Ivoorkust                            | 2 – 0                                            | Vriendschappelijk                                |                                                  |
| 2.                                               | 29 maart 2022                                    | Frankrijk – Zuid-Afrika                          | 5 – 0                                            | Vriendschappelijk                                |                                                  |

## Erelijst
| Competitie            |                     |                           |                     |                     |
| Competitie            | Aantal              | Jaren                     |                     |                     |
| Paris Saint-Germain   | Paris Saint-Germain | Paris Saint-Germain       | Paris Saint-Germain | Paris Saint-Germain |
| --------------------- | ------------------- | ------------------------- | ------------------- | ------------------- |
| Kampioen Ligue 1      | 3x                  | 2015/16, 2017/18, 2018/19 |                     |                     |
| Coupe de France       | 2x                  | 2016/17, 2017/18          |                     |                     |
| Coupe de la Ligue     | 2x                  | 2016/17, 2017/18          |                     |                     |
| Trophée des Champions | 2x                  | 2017, 2018                |                     |                     |
| RB Leipzig            |                     |                           |                     |                     |
| DFB-Pokal             | 2x                  | 2021/22, 2022/23          |                     |                     |
| Chelsea               |                     |                           |                     |                     |
| Conference League     | 1x                  | 2025                      |                     |                     |
| WK voor clubs         | 1x                  | 2025                      |                     |                     |

1 Sánchez ·
2 Disasi ·
3 Cucurella ·
4 Adarabioyo ·
5 Badiashile ·
6 Colwill ·
7 Neto ·
8 Fernández ·
10 Moedryk ·
11 Madueke ·
12 Jörgensen ·
13 Bettinelli ·
14 Félix ·
15 Jackson ·
17 Chukwuemeka ·
18 Nkunku ·
19 Sancho ·
20 Palmer ·
21 Chilwell ·
22 Dewsbury-Hall ·
24 James  ·
25 Caicedo ·
27 Gusto ·
29 W. Fofana ·
31 Casadei ·
38 Guiu ·
40 Veiga ·
45 Lavia ·
47 Bergström ·
Coach: Maresca